# Boghicea

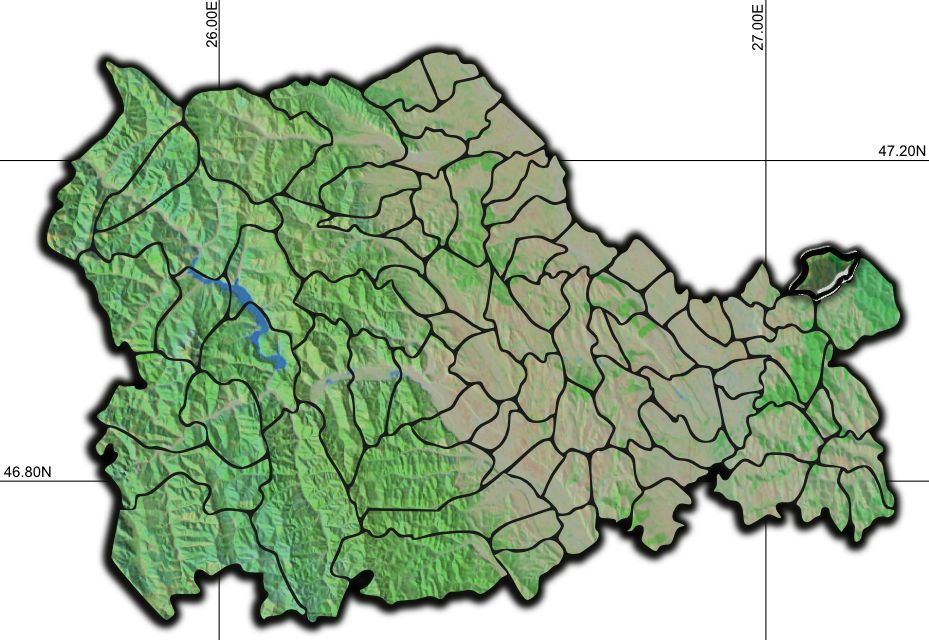
Boghicea, situada no município de Neamt

Boghicea é uma comuna romena localizada no distrito de Neamţ, na região de Moldávia. A comuna possui uma área de 44.53 km² e sua população era de 2604 habitantes segundo o censo de 2007.